# Túmulos papais na antiga Basílica de São Pedro

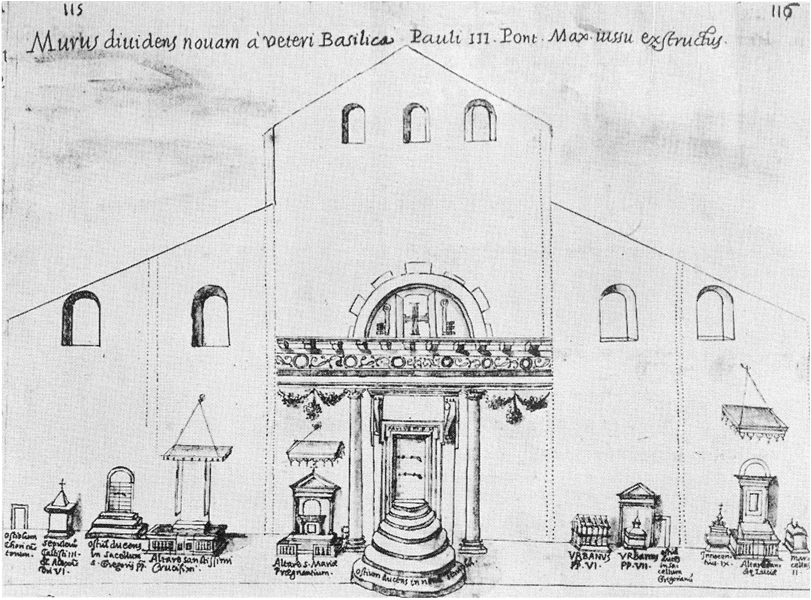
Um esboço de Giacomo Grimaldi do interior de São Pedro durante sua reconstrução, mostrando a colocação temporária de alguns dos túmulos

Na Antiga Basílica de São Pedro, os túmulos papais eram os locais de descanso final dos papas, a maioria dos quais datava dos séculos V ao XVI. A maioria desses túmulos foi destruída durante a demolição da basílica entre os séculos XVI e XVII, exceto um, que foi destruído durante o saque sarraceno da igreja em 846 d.C. O restante foi transferido em parte para a nova Basílica de São Pedro, que fica no local da basílica original.

## História
Juntamente com as repetidas transladações das antigas catacumbas de Roma e os dois incêndios do século XIV na Arquibasílica de São João de Latrão, a reconstrução da Basílica de São Pedro é responsável pela destruição de aproximadamente metade de todos os túmulos papais. Como resultado, Donato Bramante, o arquiteto-chefe da moderna Basílica de São Pedro, é lembrado como "Mastro Ruinante" ("mestre destruidor").
Embora a construção da basílica original tenha sido iniciada durante o reinado do imperador Constantino I e concluída no século IV, o Papa Leão I (440–461) foi o primeiro papa sepultado na basílica constantiniana. Ao longo dos séculos, tanto o átrio quanto as capelas e a nave da basílica foram repletos de túmulos papais, que eram transferidos entre diferentes seções da igreja conforme a construção ocorria em cada seção da basílica. Tudo o que resta dos túmulos originais são alguns sarcófagos e fragmentos escultóricos. Alegadamente, o Papa Júlio II, o papa que iniciou a destruição da basílica constantiniana, desejava abrir espaço para um túmulo "monstruoso" de sua autoria, de Michelangelo.
Muito pouco se sabe sobre a localização e a aparência dos túmulos originais: um dos relatos mais valiosos é o do cônego e historiador da igreja Giacomo Grimaldi (um senador de Gênova e pai de Girolamo Grimaldi-Cavalleroni), que esboçou os túmulos conforme eles eram movidos pela basílica a caminho de sua destruição; Os esboços de Grimaldi registram a forma e a complexidade dos primeiros túmulos, muitos dos quais tinham três níveis. Alguns túmulos papais destruídos também são detalhados nos escritos de Alphonsus Ciacconius.
Nem todos os papas foram enterrados em Roma. Ver lista de tumbas papais não existentes

## Túmulos papais

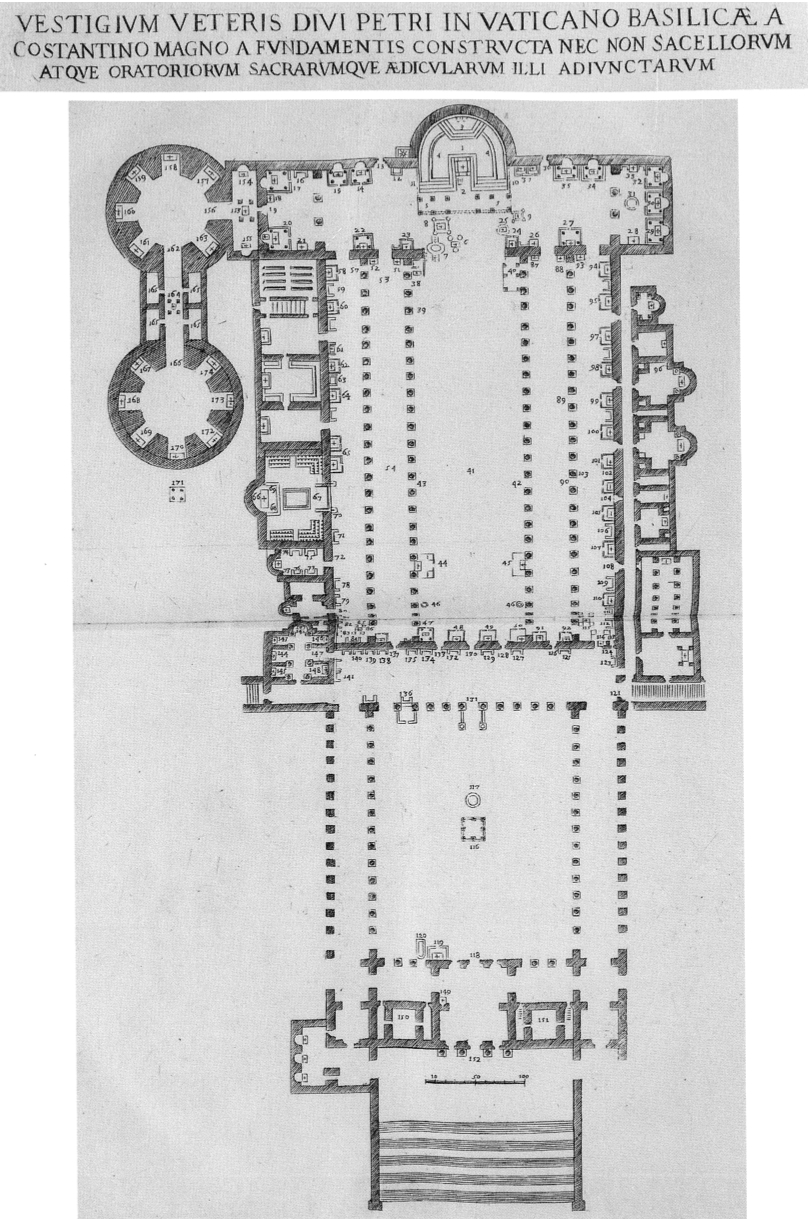
Um mapa, por volta de 1590, de Tibério Alfarano do interior da Antiga Basílica de São Pedro, observando as localizações das capelas e túmulos originais.

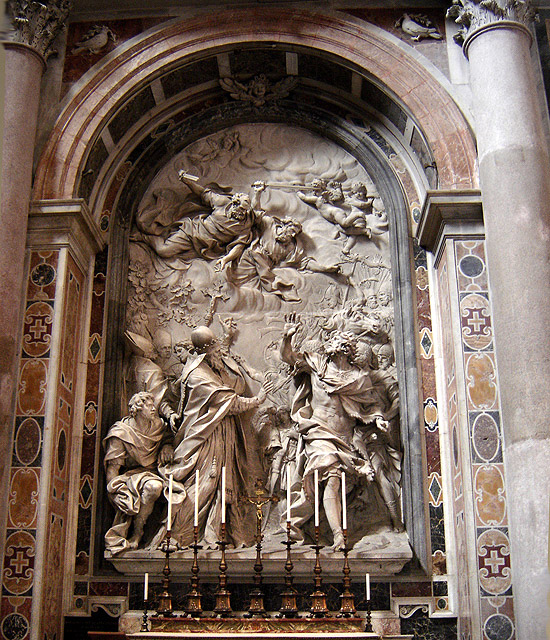
Fuga d'Attila de Algardi, acima do altar que contém os restos mortais transladados do Papa Leão I, "o Grande"

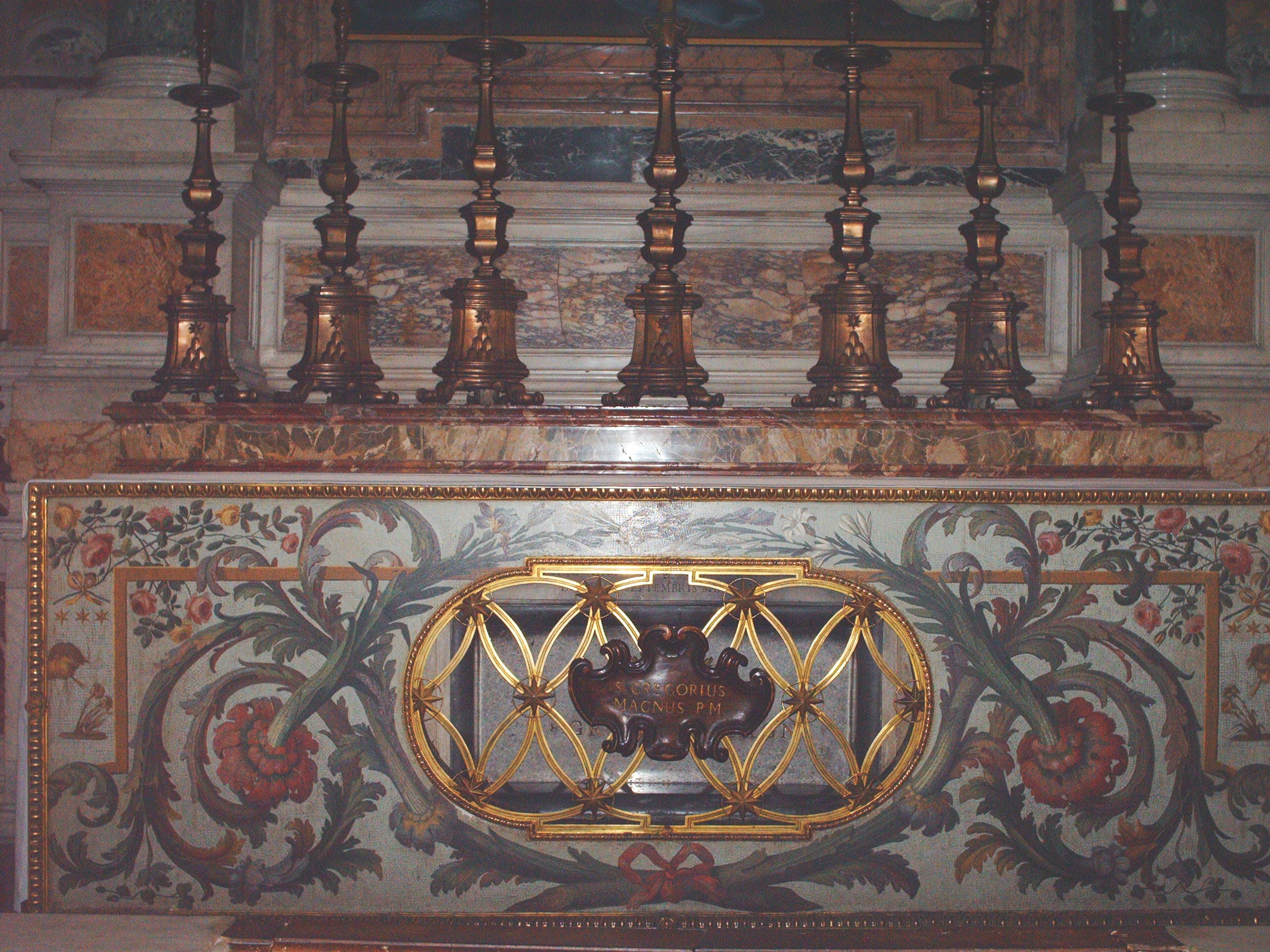
O altar acima dos restos mortais transladados do Papa Gregório I, "o Grande"

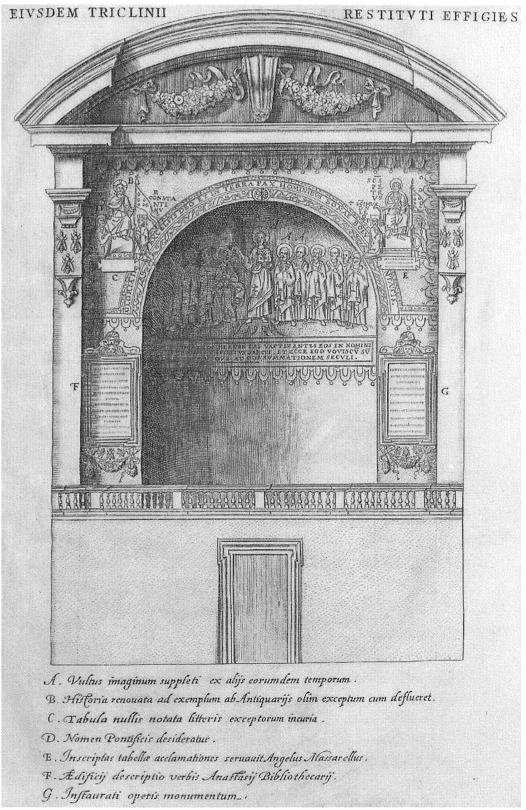
Um desenho do túmulo original do Papa Leão III

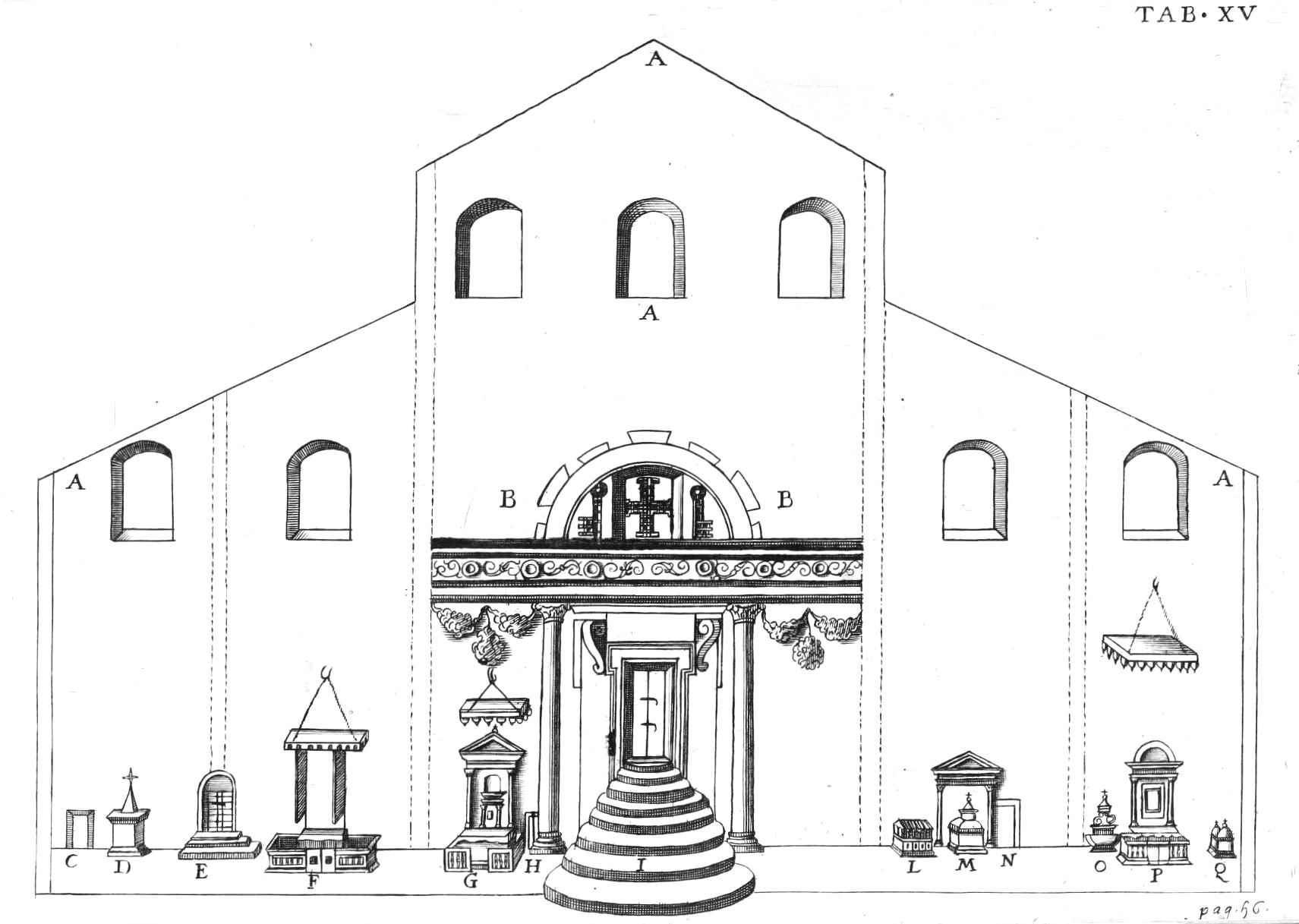
Desenho de túmulos papais, de De sacris aedificiis... de Giovanni Ciampini (1693)

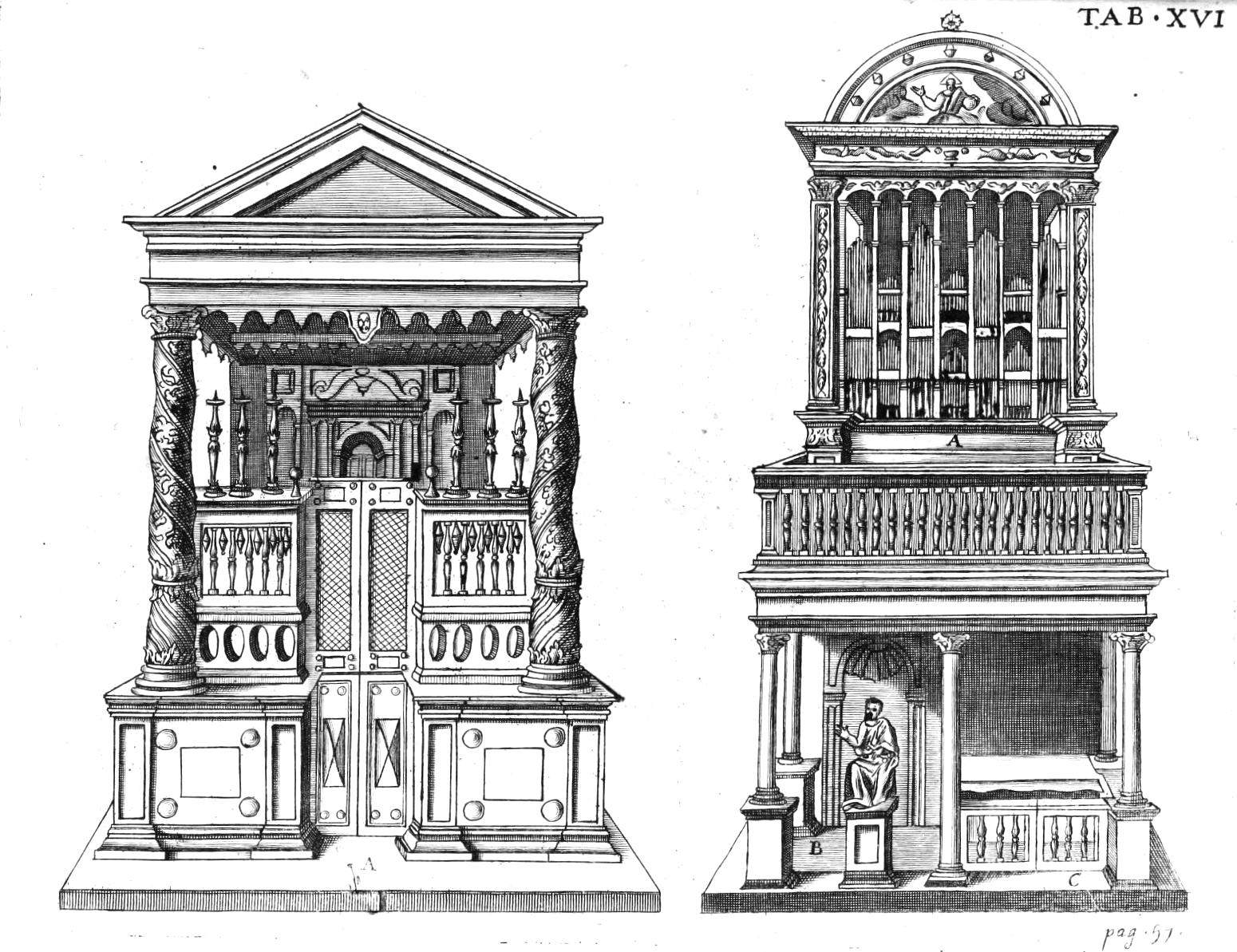
Desenho de túmulos papais

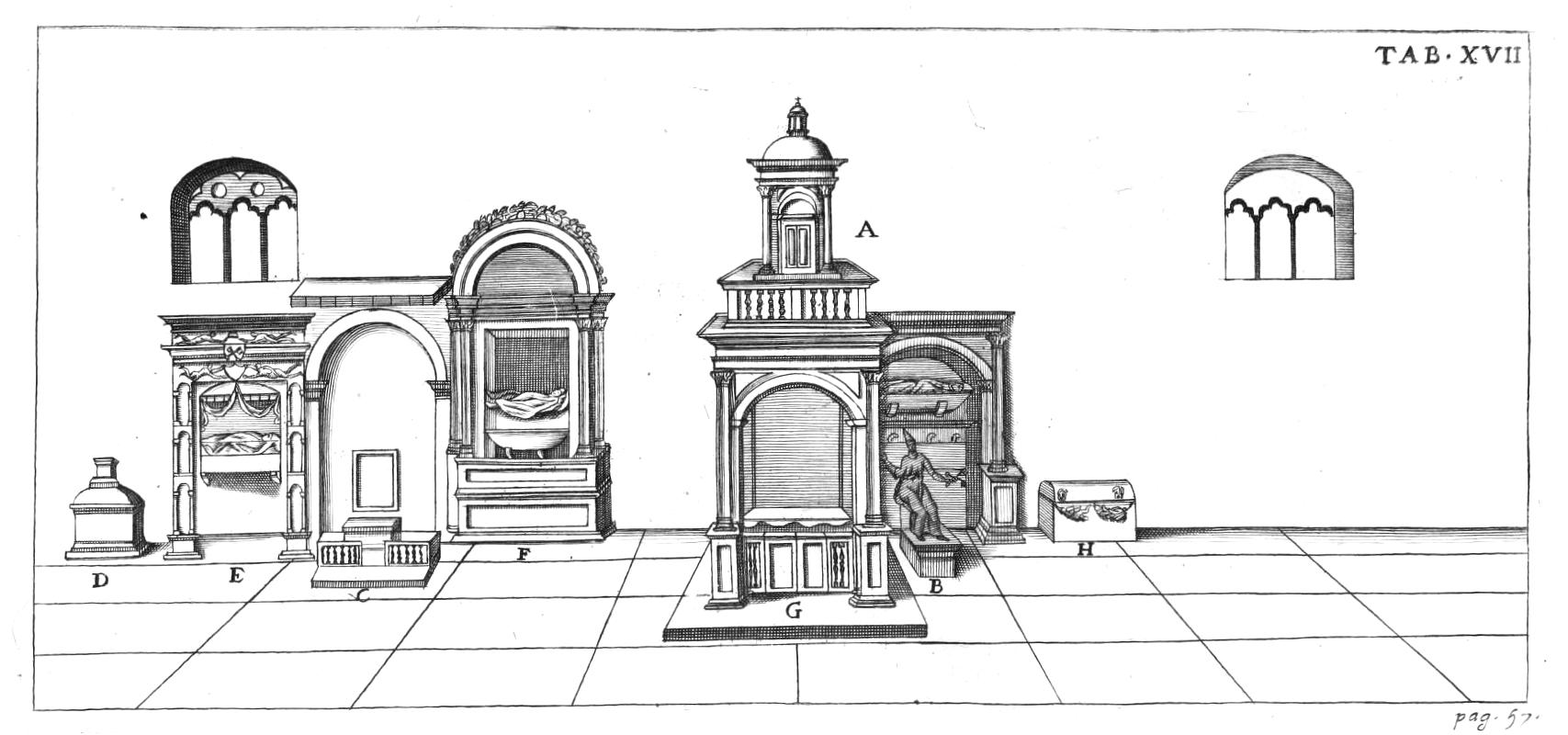
Desenho de túmulos papais

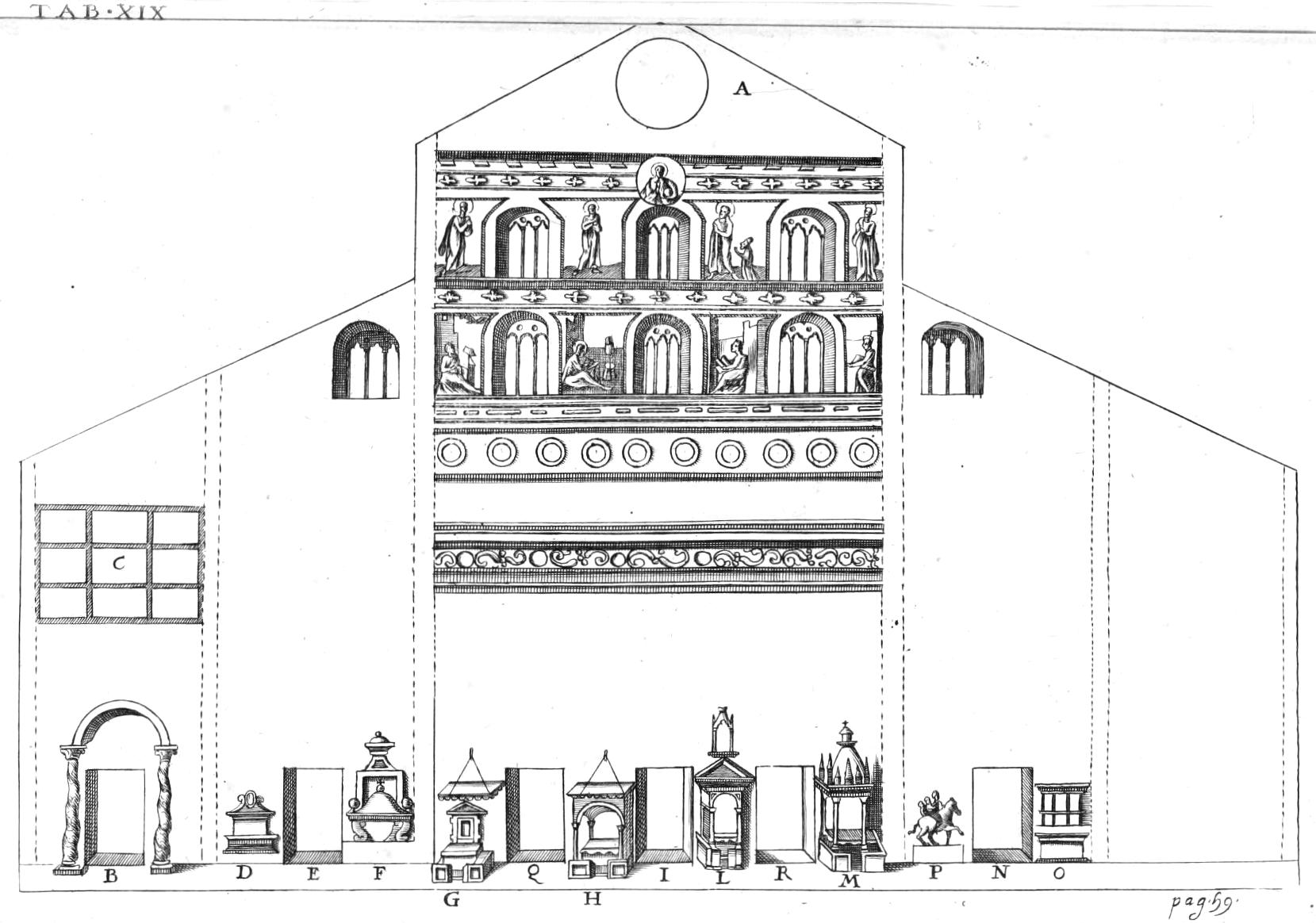
Desenho de túmulos papais

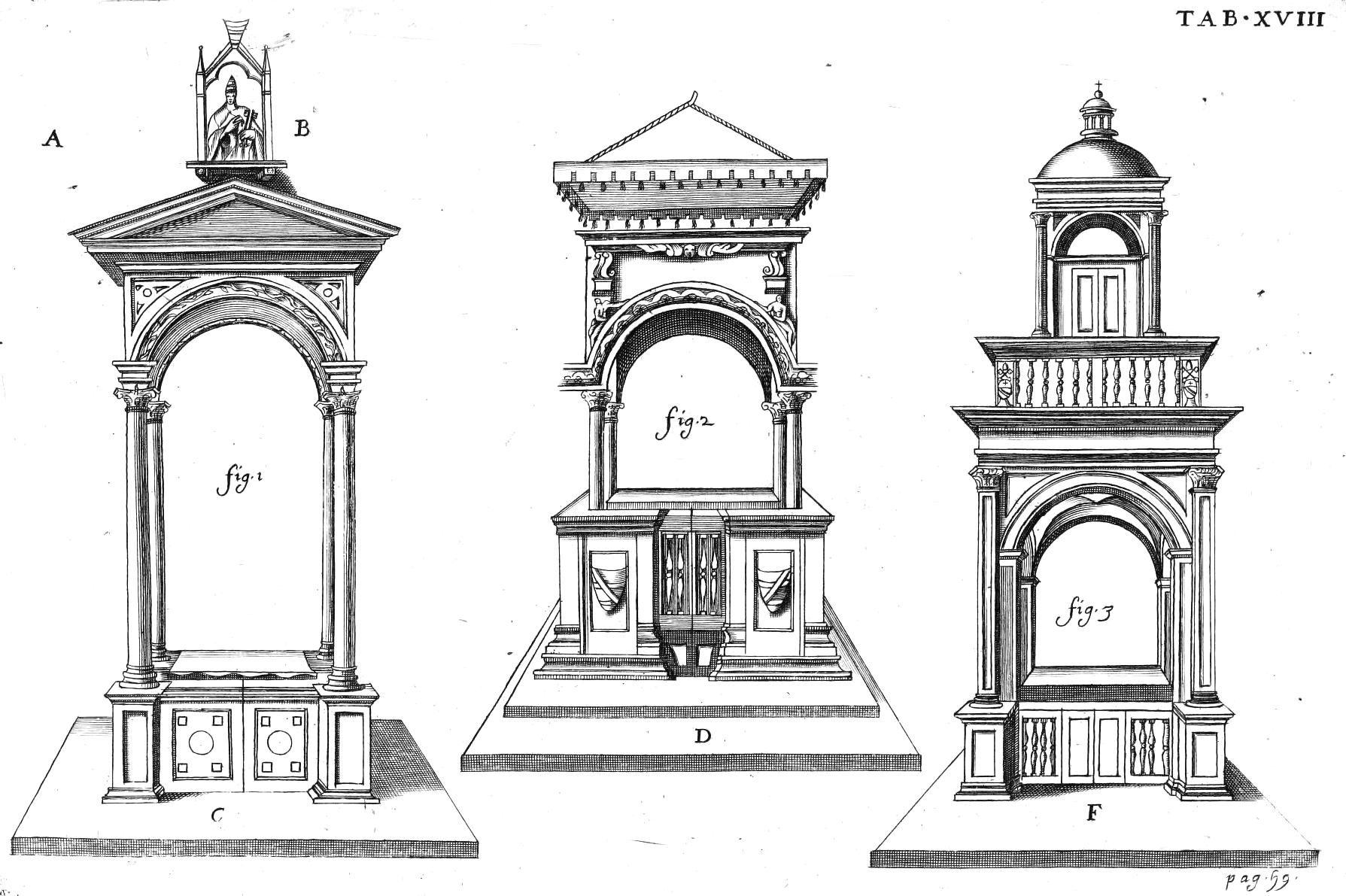
Desenho de túmulos papais

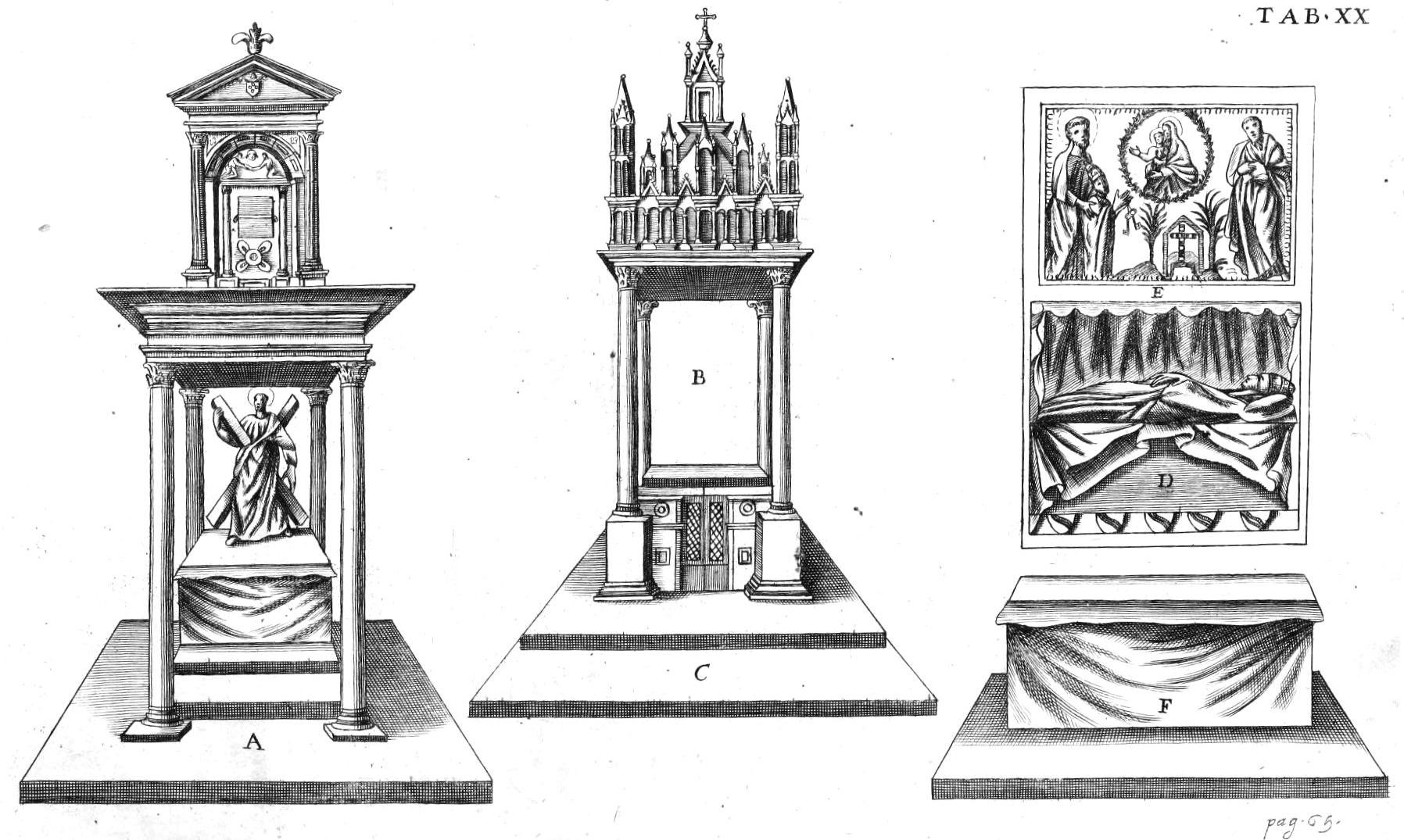
Desenho de túmulos papais

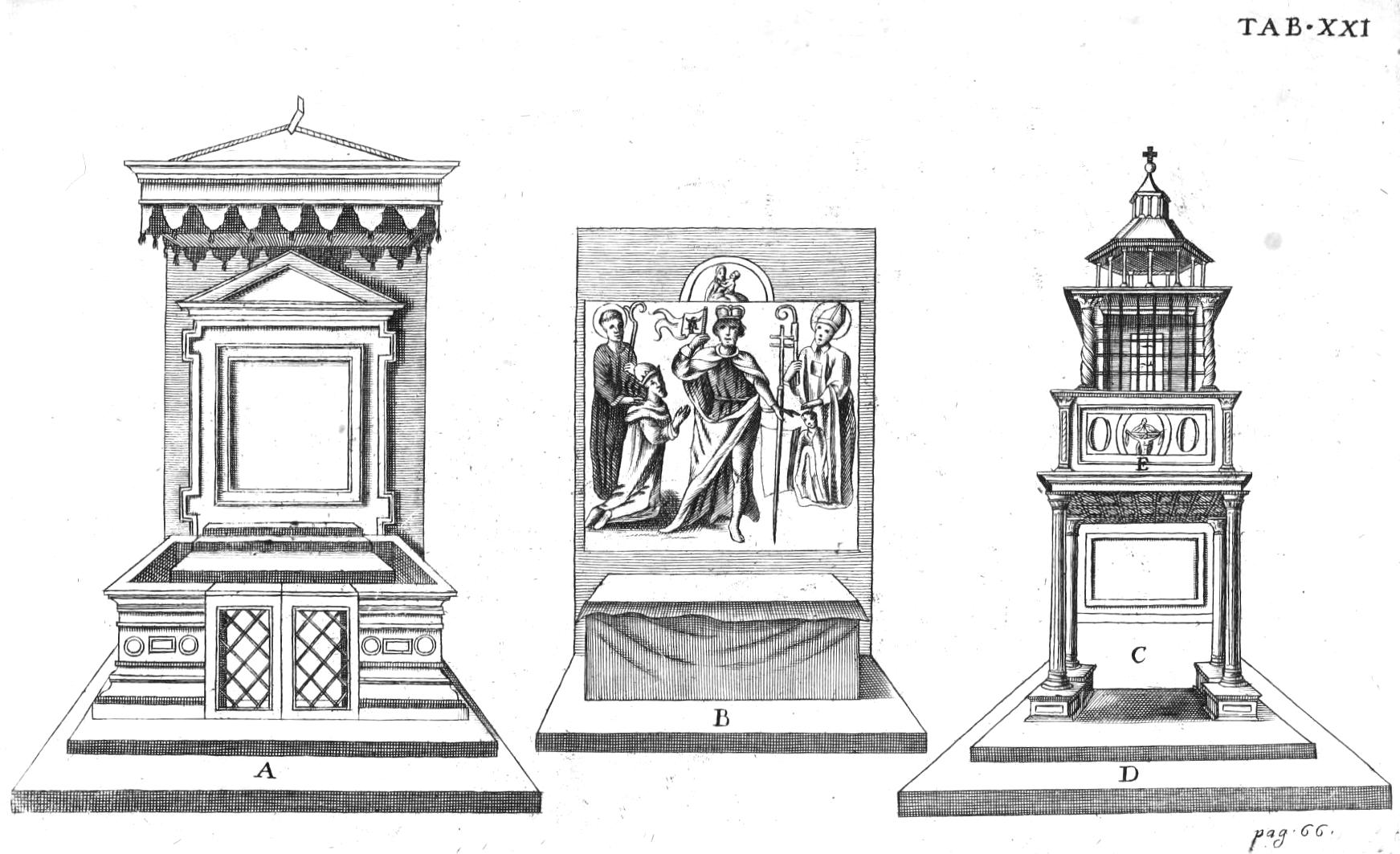
Desenho de túmulos papais

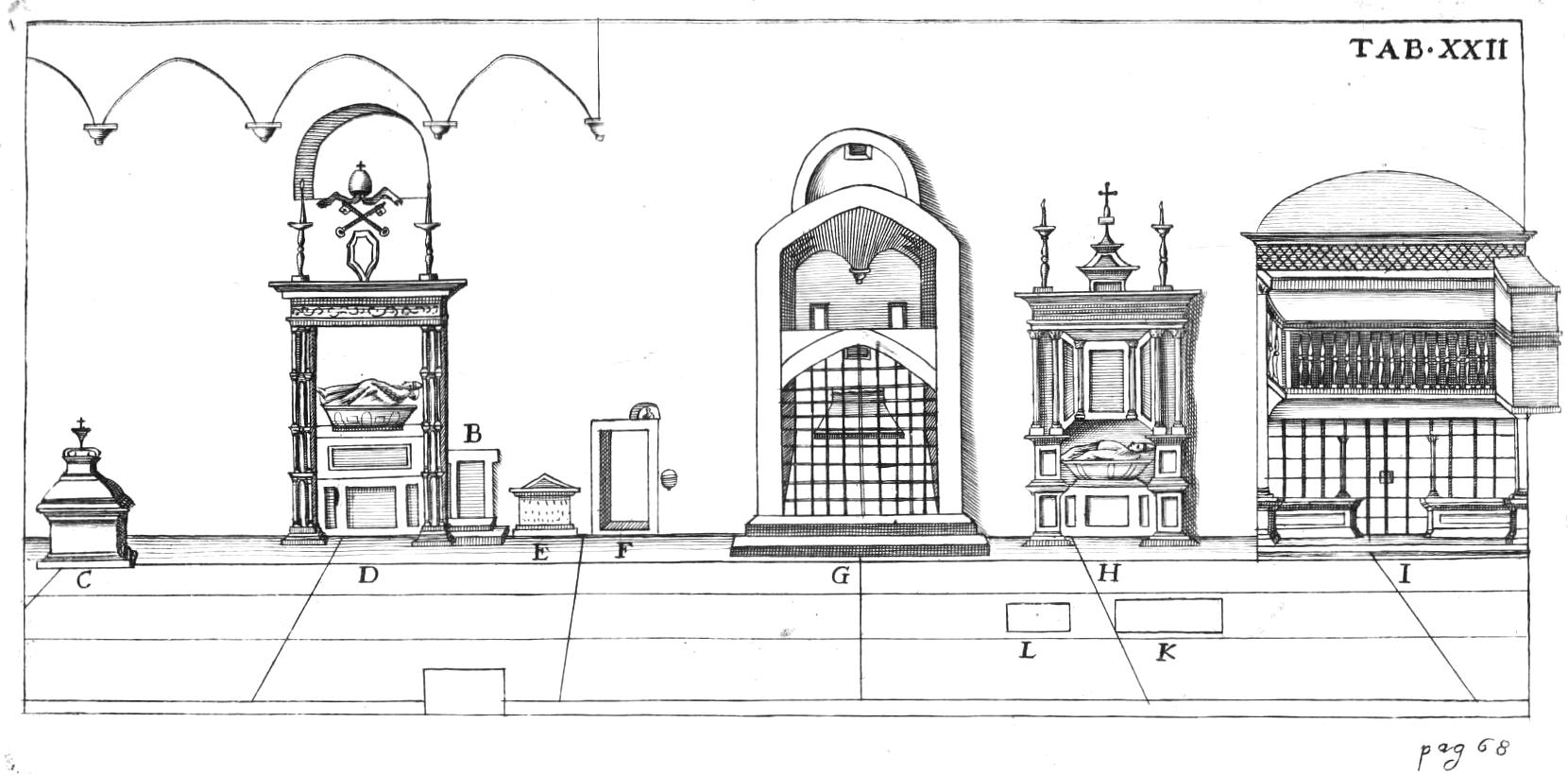
Desenho de túmulos papais

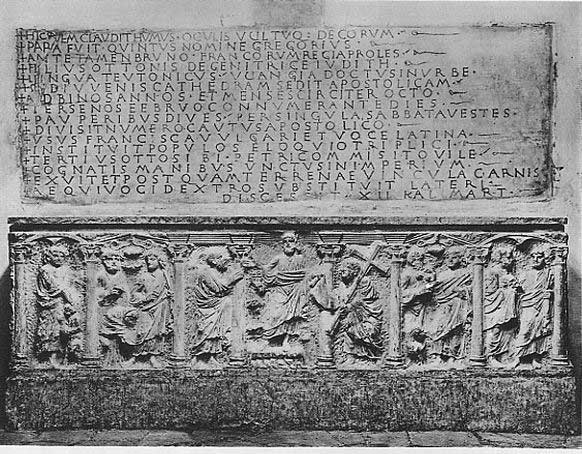
Um sarcófago cristão primitivo no qual Papa Gregório V foi sepultado após seu túmulo ter sido descoberto sob a calçada durante a demolição

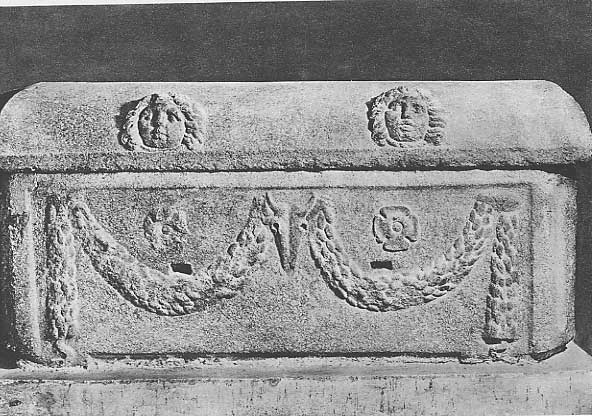
O sarcófago do Papa Adriano IV, que se encontra nas Grutas do Vaticano

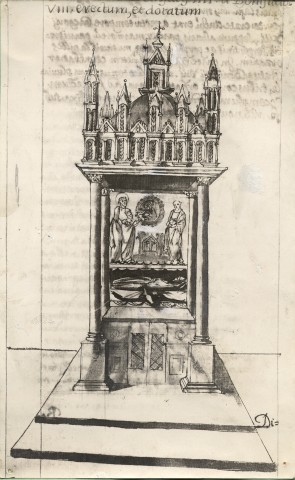
Desenho do túmulo de Bonifácio VIII juntamente com um santuário para Bonifácio IV

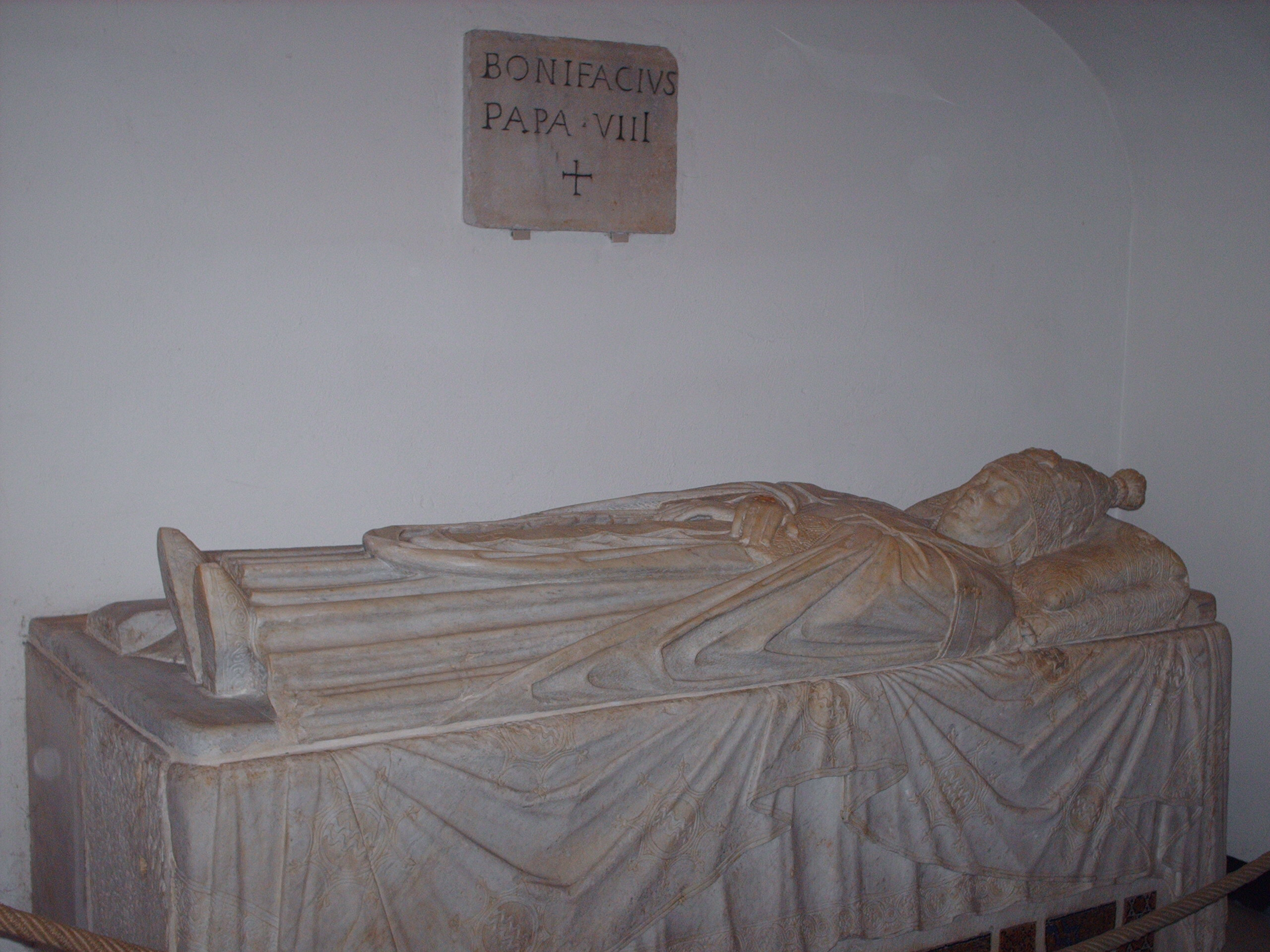
O sarcófago existente de Bonifácio VIII

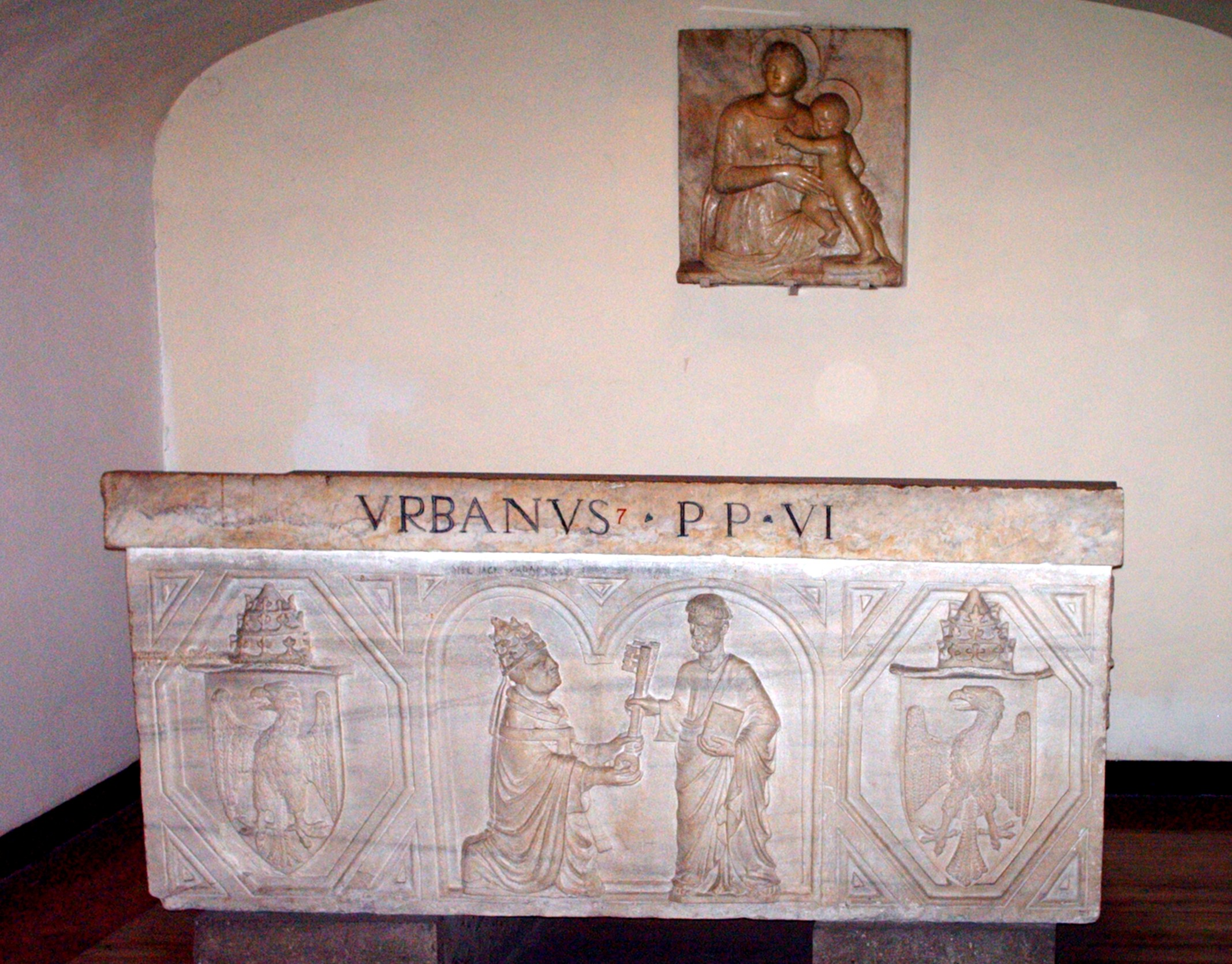
O sarcófago quase abandonado de Urbano VI

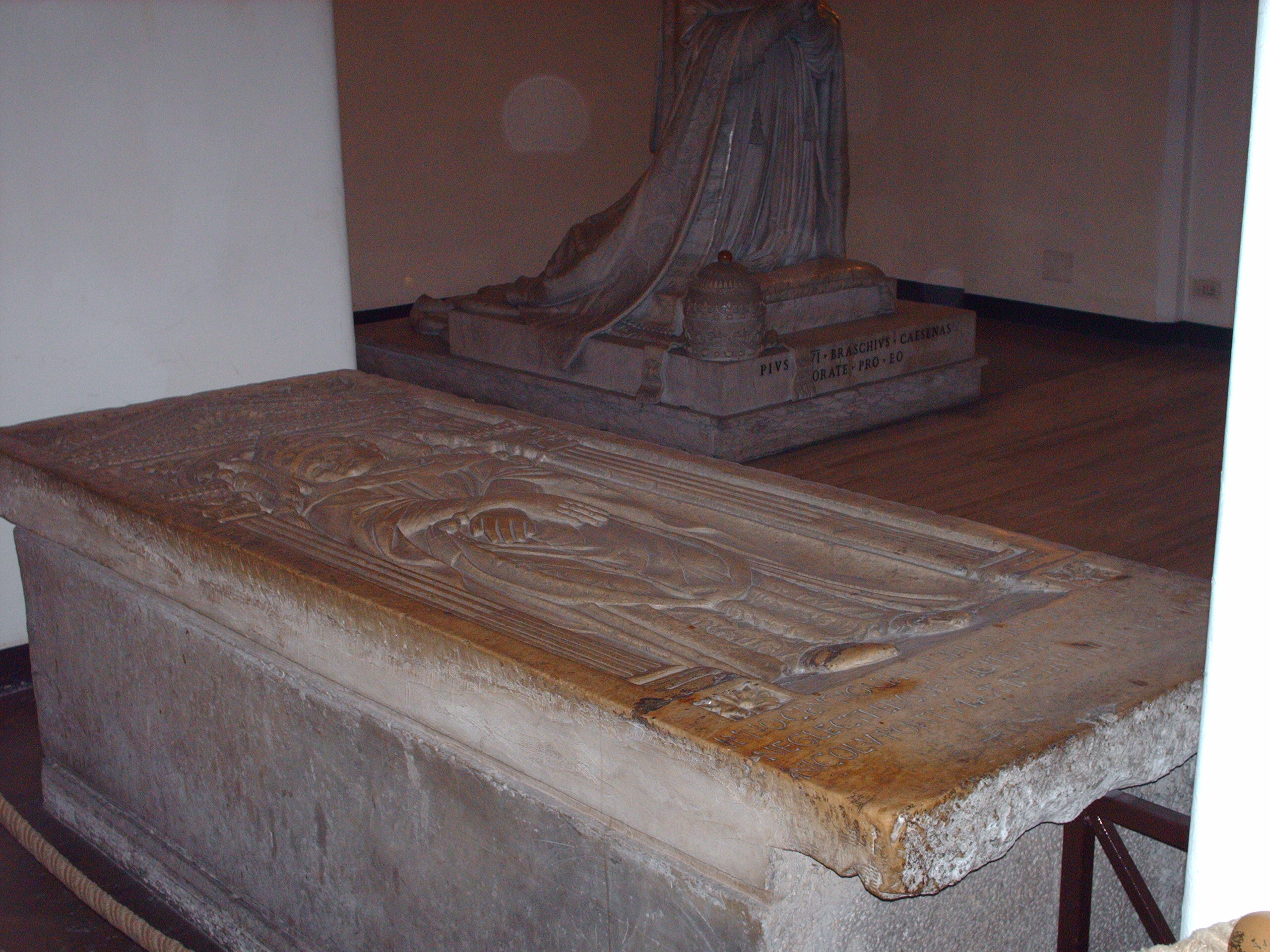
Os restos mortais do Papa Inocêncio VII foram transladados para uma cópia do sarcófago original.

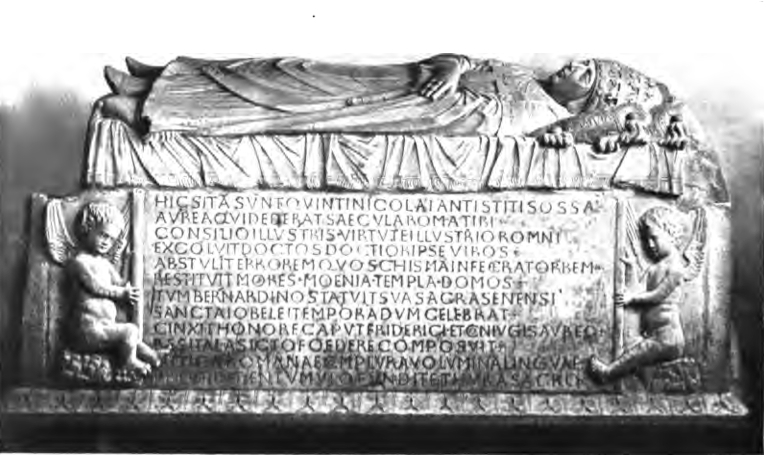
O sarcófago do Papa Nicolau V

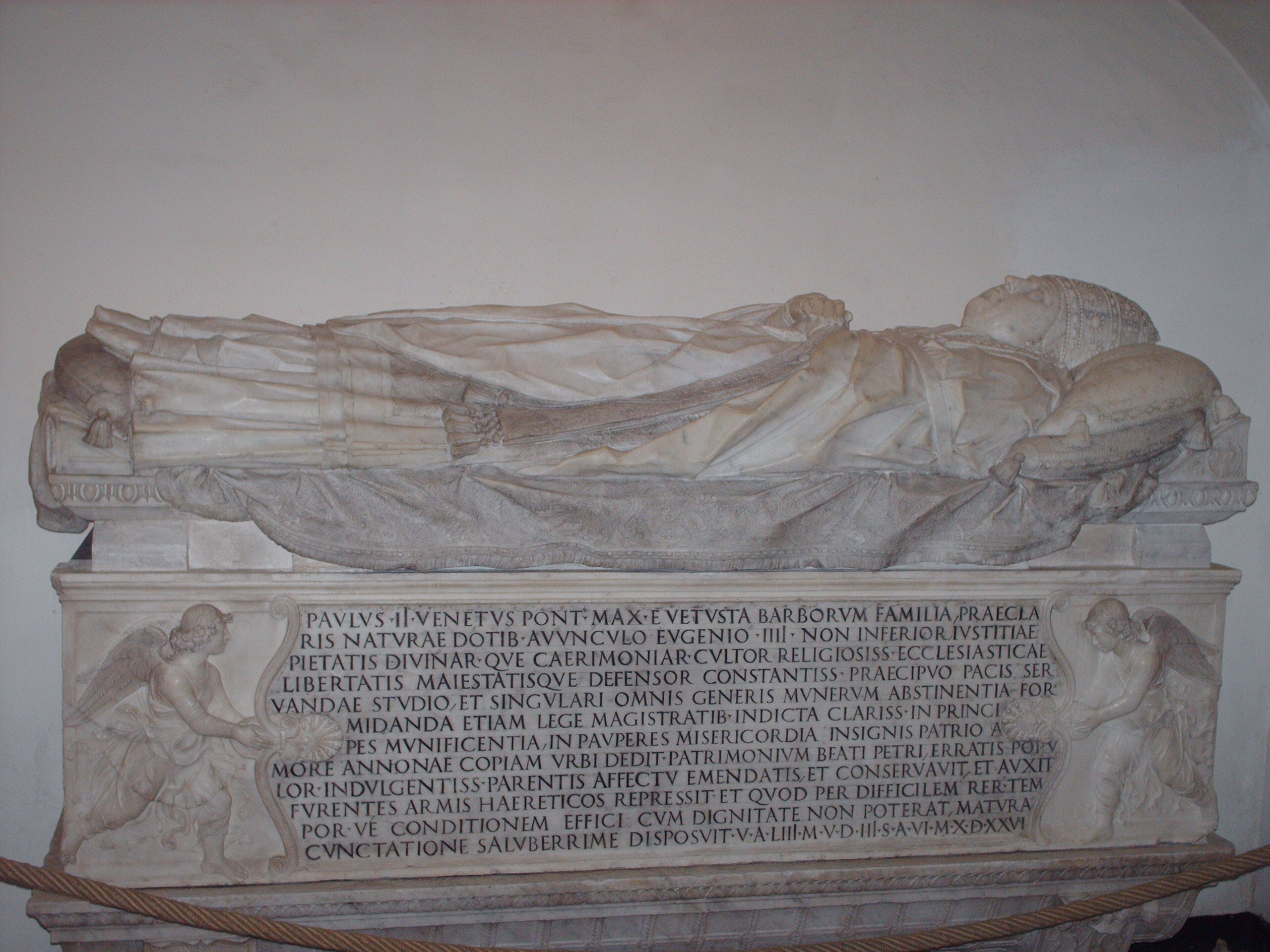
O sarcófago do Papa Paulo II

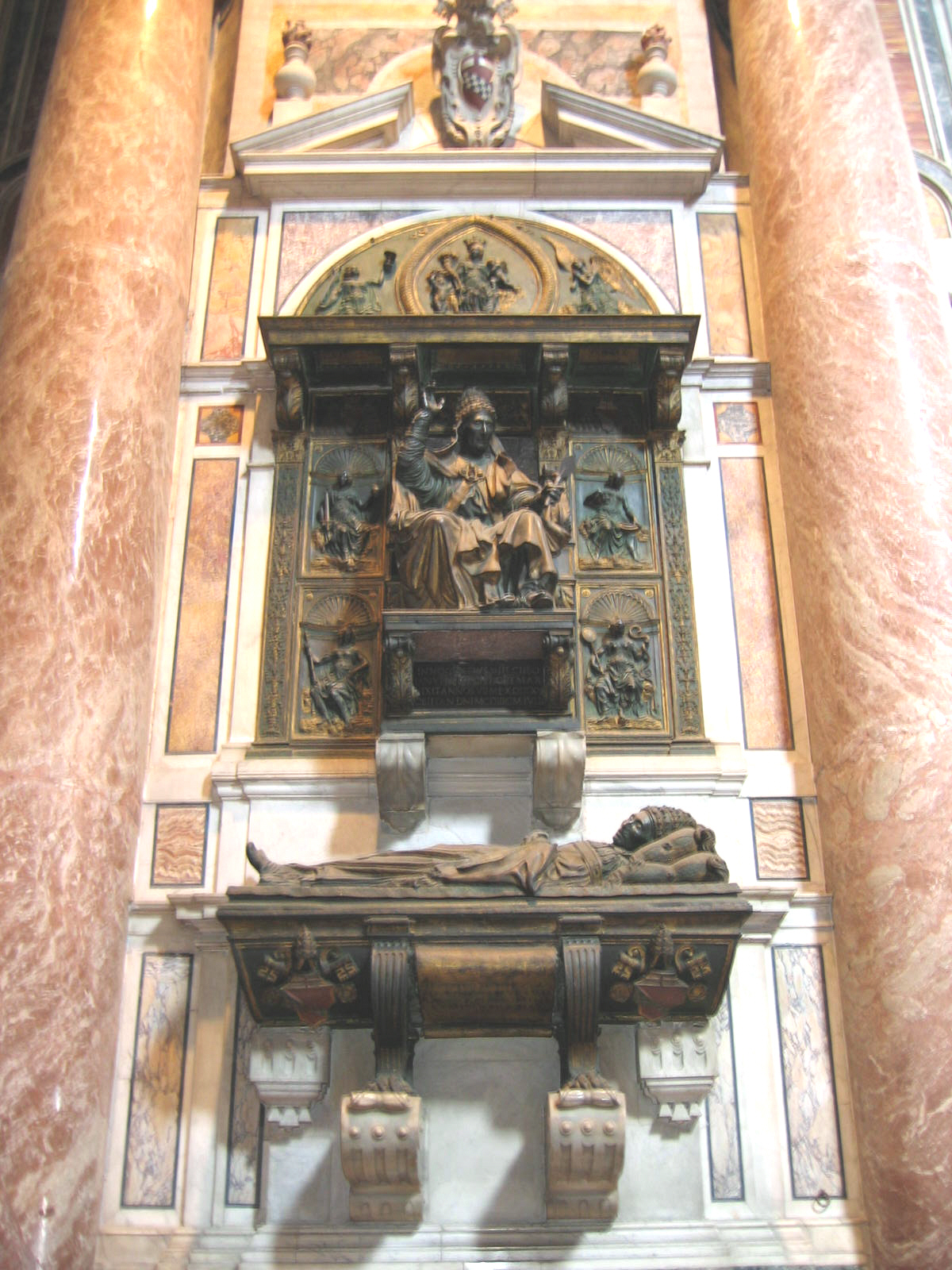
O túmulo do Papa Inocêncio VIII foi o primeiro a representar um pontífice vivo.

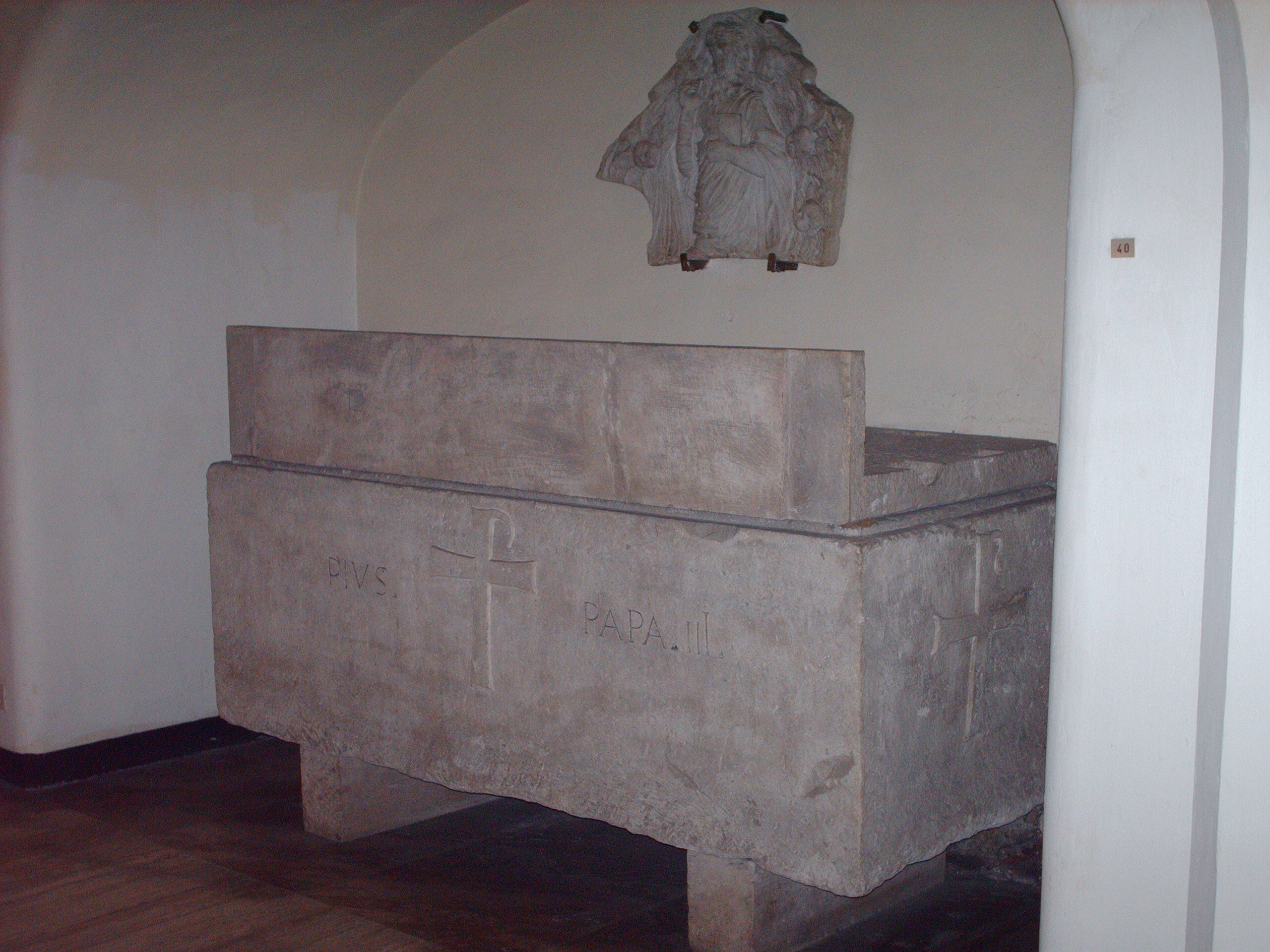
O túmulo do Papa Pio III foi transladado para Sant'Andrea della Valle.

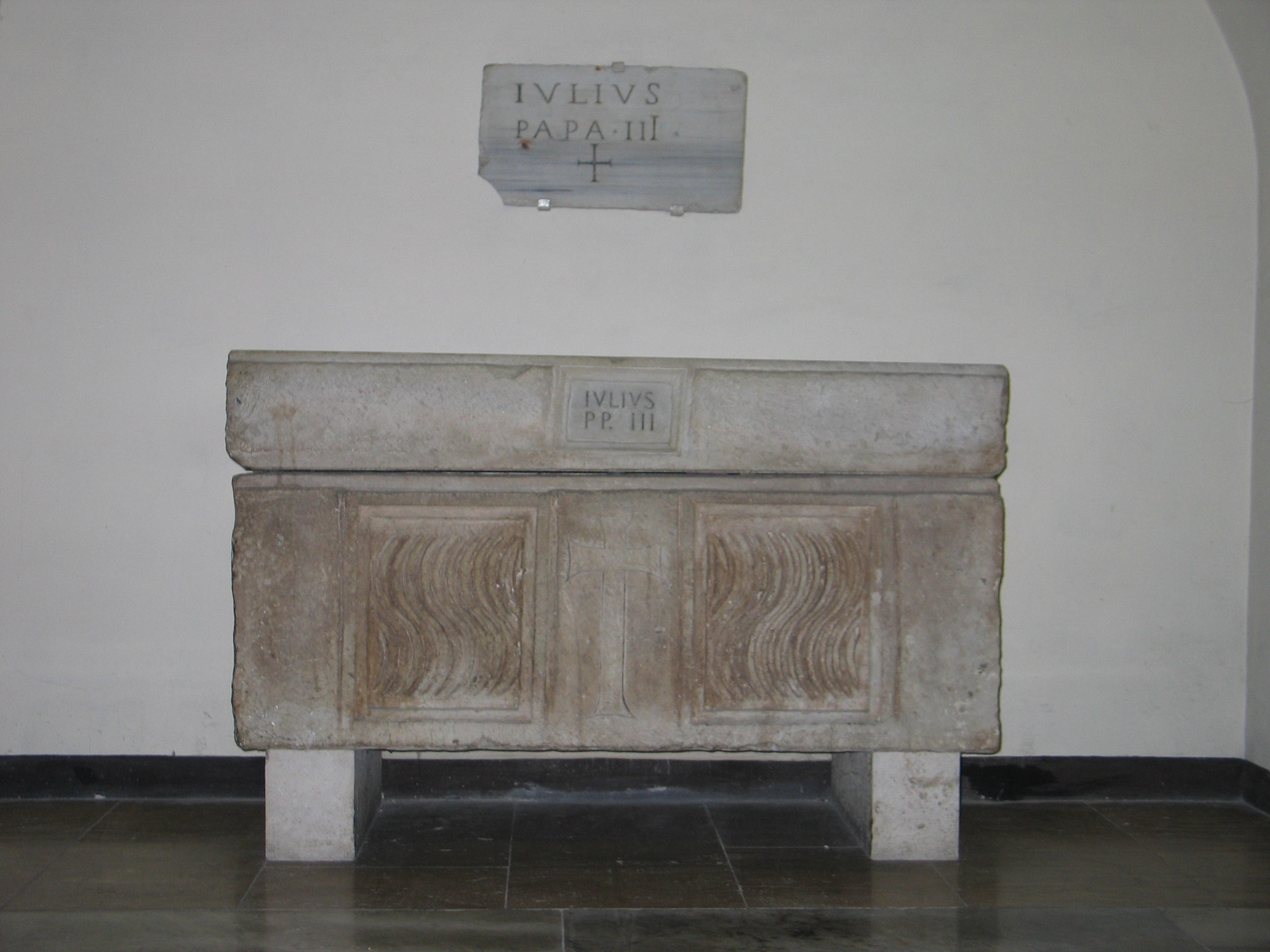
Papa Júlio III foi enterrado novamente em um sarcófago antigo.

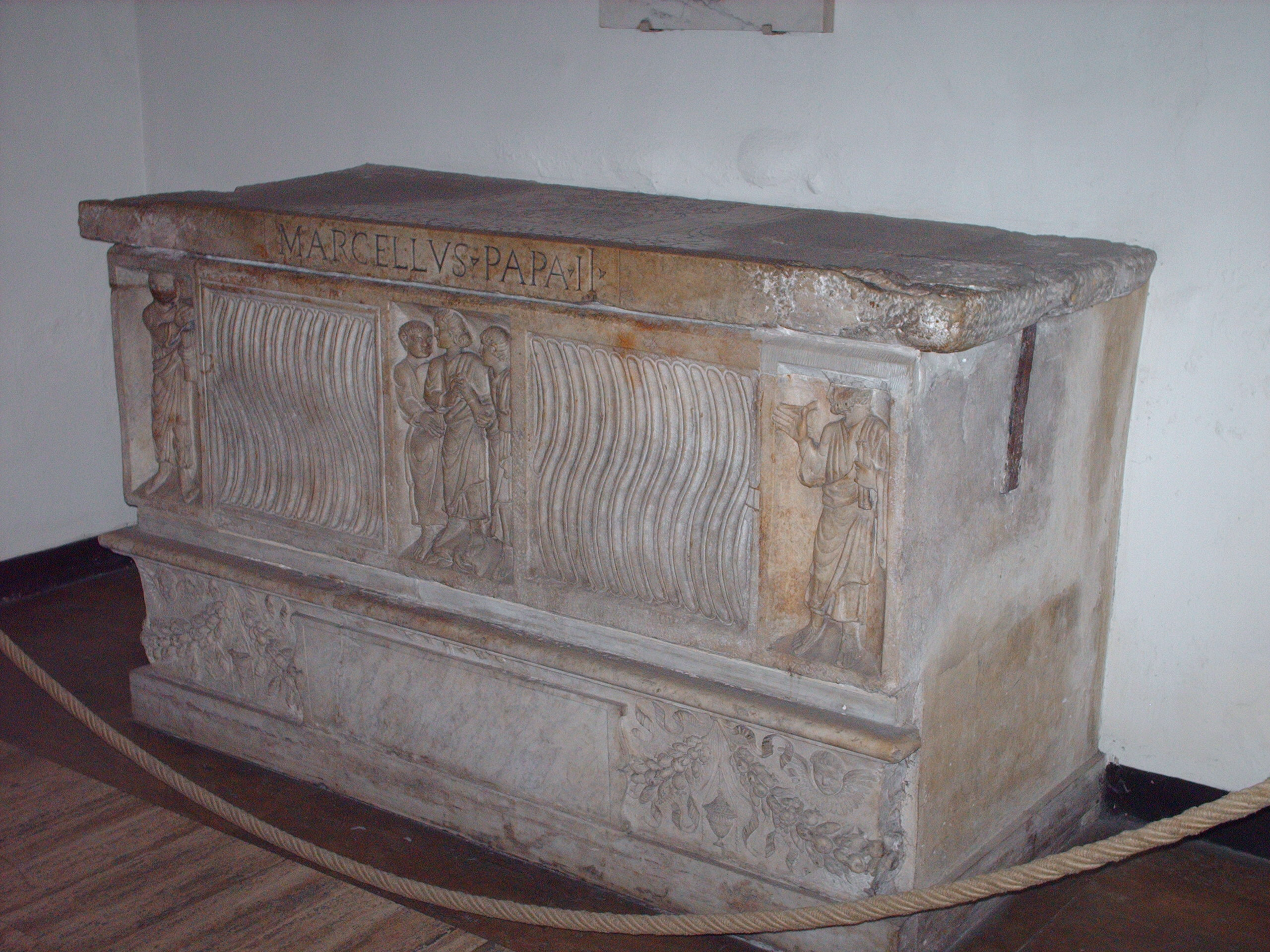
Papa Marcelo II reutilizou um sarcófago do século IV.

Túmulos parcialmente existentes, movidos ou reconstruídos são mostrados com um fundo escuro.

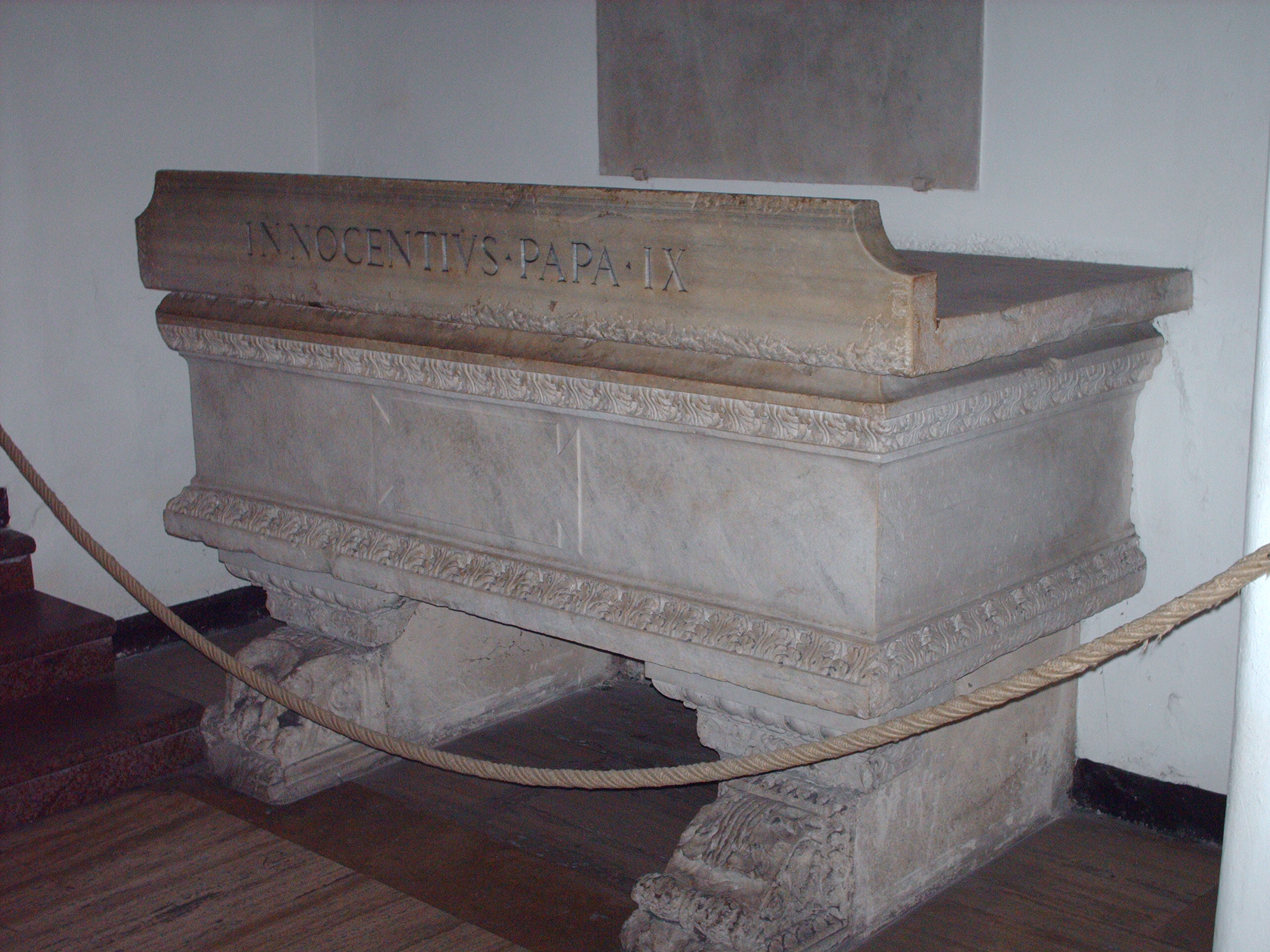
O túmulo do Papa Inocêncio IX foi o último instalado na Antiga Basílica de São Pedro.

| Pontificado                   | Retrato | Nome em português                              | Notas |
| ----------------------------- | ------- | ---------------------------------------------- | --- |
| 440–461                       |         | Leão I São Leão Leão, o Grande                 | Túmulo localizado no pórtico. Primeiro papa enterrado no pórtico da Antiga Basílica de São Pedro; transladado várias vezes, combinado com Leão II, III e IV por volta de 855; removido no século XVII e colocado sob seu próprio altar, abaixo do relevo de Algardi, Fuga d'Attila (retratado) na Capela da Madonna de Partorienti.                                                                                               |
| 468–483                       |         | Simplício São Simplício                        | Túmulo localizado no pórtico, próximo ao túmulo de Leão I. Destruído durante a demolição. |
| 492–496                       |         | Gelásio I São Gelásio                          | Túmulo localizado no pórtico |
| 496–498                       |         | Anastácio II                                   | Túmulo localizado no átrio. Destruído durante a demolição. |
| 498–514                       |         | Símaco São Símaco                              | Túmulo localizado no pórtico. Destruído durante a demolição. |
| 514–523                       |         | Hormisda Santo Hormisda                        | Destruído durante a demolição |
| 523–526                       |         | João I São João                                | Localizado na nave. Destruído durante a demolição. |
| 526–530                       |         | Félix IV São Félix                             | Localizado no átrio. Destruído durante a demolição. |
| 530–532                       |         | Bonifácio II                                   | Localizado no pórtico. Destruído durante a demolição. |
| 533–535                       |         | João II                                        | Destruído durante a demolição |
| 535–536                       |         | Agapito I Agapito Santo Agapito                | Localizado no átrio. Destruído durante a demolição. |
| 556–561                       |         | Pelágio I                                      | Localizado no átrio. Destruído durante a demolição. |
| 561–574                       |         | João III                                       | Destruído durante a demolição |
| 575–579                       |         | Bento I                                        | Localizado no vestíbulo da sacristia. Destruído durante a demolição. |
| 579–590                       |         | Pelágio II                                     | Localizado no átrio. Destruído durante a demolição. |
| 590–604                       |         | Gregório I, O.S.B. São Gregório Gregório Magno | Localizado no pórtico. Originalmente enterrado no pórtico da Antiga Basílica de São Pedro, parcialmente transferido para Soissons; durante a demolição de São Pedro, transferido para Sant'Andrea della Valle e depois para a Cappella Clementina, próximo à entrada da moderna Basílica de São Pedro. |
| 604–606                       |         | Sabiniano São Sabiniano                        | Monumento original no átrio da Antiga Basílica de São Pedro destruído durante a demolição; pequeno fragmento do epitáfio original permanece na cripta da Basílica de São Pedro |
| 607-607                       |         | Bonifácio III                                  | Destruído durante a demolição |
| 608–615                       |         | Bonifácio IV, O.S.B. São Bonifácio             | Originalmente enterrado no pórtico da Antiga Basílica de São Pedro; transladado para o interior; um braço transladado para Santa Maria in Cosmedin; outras relíquias transladadas para a Capela de São Silvestre ao lado da Igreja dos Quattro Coronati; o restante transladado para outra capela de São Pedro; o oratório que outrora continha o túmulo ainda existe, assim como um esboço do túmulo feito por Giovanni Ciampini |
| 615–618                       |         | Adeodato I                                     | [ 17 ] |
| 619–625                       |         | Bonifácio V                                    | Destruído durante a demolição |
| 625–638                       |         | Honório I                                      | Destruído durante a demolição |
| 638–640                       |         | Severino                                       | Localizado na varanda. Destruído durante a demolição. |
| 640–642                       |         | João IV                                        | Destruído durante a demolição |
| 642–649                       |         | Teodoro I                                      | Localizado no átrio. Destruído durante a demolição. |
| 654–657                       |         | Eugênio I Santo Eugênio                        | Destruído durante a demolição |
| 657–672                       |         | Vitaliano São Vitaliano                        | Destruído durante a demolição |
| 672–676                       |         | Adeodato II, O.S.B.                            | Destruído durante a demolição |
| 676–678                       |         | Dono                                           | Destruído durante a demolição |
| 678–681                       |         | Agatão Santo Agatão                            | Destruído durante a demolição |
| 681–683                       |         | Leão II São Leão                               | Originalmente enterrado na Antiga Basílica de São Pedro; transladado para debaixo do altar da Capela da Madonna della Colonna; combinado com Leão I no início do século XVII; durante séculos, acreditou-se que estivesse sob o altar da Igreja de San Stefano em Ferrara; restos combinados de Leão I, II e IV na Capela da Madonna de Partorienti quando encontrados durante a demolição                                        |
| 684–685                       |         | Bento II São Bento                             | Destruído durante a demolição |
| 685–686                       |         | João V                                         | Localizado no átrio. Destruído no ataque sarraceno em 846. |
| 686–687                       |         | Cónon                                          | Localizado na nave esquerda. Destruído durante a demolição. |
| 687–701                       |         | Sérgio I São Sérgio                            | Primeiro papa enterrado na Basílica de São Pedro (não um pórtico); túmulo destruído durante a demolição |
| 701–705                       |         | João VI                                        | Destruído durante a demolição |
| 705–707                       |         | João VII                                       | Localizado na Capela da Bem-Aventurada Virgem Maria. Destruído durante a demolição; mosaico sobrevivente de João VII nas Grutas do Vaticano que se acredita ser parte de seu túmulo original. |
| 708-708                       |         | Sisínio                                        | Localizado na nave esquerda. Destruído durante a demolição. |
| 708–715                       |         | Constantino                                    | Localizado na nave esquerda. Destruído durante a demolição. |
| 715–731                       |         | Gregório II São Gregório                       | Localizado no átrio. Destruído durante a demolição. |
| 731–741                       |         | Gregório III                                   | Localizado no Oratório de Nossa Senhora. Destruído durante a demolição. |
| 741–752                       |         | Zacarias São Zacarias                          | Destruído durante a demolição |
| Nunca assumiu o cargo de Papa |         | Papa eleito Estêvão                            | Localizado no átrio. Destruído durante a demolição. |
| 752–757                       |         | Estêvão II                                     | Localizado no átrio. Destruído durante a demolição. |
| 757–767                       |         | Paulo I São Paulo                              | Localizado no Oratório de Nossa Senhora. Temporariamente enterrado na San Paolo fuori le Mura; transferido para o Oratório de Nossa Senhora na Antiga Basílica de São Pedro; destruído durante a demolição. |
| 767–772                       |         | Estêvão III                                    | Localizado no átrio. Destruído durante a demolição |
| 772–795                       |         | Adriano I                                      | Monumento original no Oratório da Cátedra Petri destruído durante a demolição; inscrição, composta por Carlos Magno, permanece no pórtico da moderna Basílica de São Pedro |
| 795–816                       |         | Leão III São Leão                              | Localizado na Capela da Madonna de Partorienti. Originalmente enterrado na Antiga Basílica de São Pedro (acima); combinado com Leão II e IV pelo Papa Pascoal II; sarcófago combinado destruído durante a demolição; combinado com Leão I em 1601 e colocado em um sarcófago sob o altar de nosso Salvador della Colonna na nova Basílica de São Pedro (abaixo)                                                                   |
| 816–817                       |         | Estêvão IV                                     | Destruído durante a demolição |
| 824–827                       |         | Eugênio II                                     | Destruído durante a demolição |
| 827–827                       |         | Valentino                                      | Destruído durante a demolição |
| 827–844                       |         | Gregório IV                                    | Destruído durante a demolição |
| 844–847                       |         | Sérgio II                                      | Localizado no altar da capela dos Santos Sisto e Fabiano. Destruído durante a demolição. |
| 847–855                       |         | Leão IV, O.S.B. São Leão                       | Localizado sob o altar de Nosso Salvador della Colonna. Combinado com os de Leão I, II e III. |
| 855–858                       |         | Bento III                                      | Localizado no Nártex. Destruído durante a demolição. |
| 858–867                       |         | Nicolau I São Nicolau Nicolau, o Grande        | Originalmente enterrado no átrio da Antiga Basílica de São Pedro; epitáfio parcialmente preservado durante a demolição, existente nas grutas do Vaticano |
| 867–872                       |         | Adriano II                                     | Originalmente enterrado na Antiga Basílica de São Pedro; epitáfio parcialmente preservado durante a demolição, ainda visível nas grutas do Vaticano |
| 872–882                       |         | João VIII                                      | Localizado no pórtico ou na nave. Destruído durante a demolição. |
| 882–884                       |         | Marinho I                                      | Localizado no pórtico. Destruído durante a demolição. |
| 885–891                       |         | Estêvão V                                      | Localizado no pórtico. Destruído durante a demolição. |
| 891–896                       |         | Formoso                                        | Originalmente enterrado na antiga Basílica de São Pedro; exumado, destituído, despojado e jogado no rio Tibre (ver: Sínodo do Cadáver); reenterrado na Antiga Basílica de São Pedro; destruído durante a demolição |
| 896-896                       |         | Bonifácio VI                                   | Localizado no pórtico. Destruído durante a demolição. |
| 896–897                       |         | Estêvão VI                                     | Localizado no pórtico. Destruído durante a demolição. |
| 897–897                       |         | Romano                                         | Destruído durante a demolição. |
| 897                           |         | Teodoro II                                     | Destruído durante a demolição |
| 898–900                       |         | João IX, O.S.B.                                | Localizado no pórtico, na nave esquerda ou na parte externa. Destruído durante a demolição. |
| 900–903                       |         | Bento IV                                       | Localizado perto do portão de Guido. Destruído durante a demolição. |
| 904–911                       |         | Sérgio III                                     | Destruído durante a demolição |
| 911–913                       |         | Anastácio III                                  | Localizado no átrio. Destruído durante a demolição. |
| 913–914                       |         | Lando                                          | Destruído durante a demolição |
| 928–928                       |         | Leão VI                                        | Destruído durante a demolição |
| 928–931                       |         | Estêvão VII                                    | Destruído durante a demolição |
| 931–935                       |         | João XI                                        | Destruído durante a demolição |
| 936–939                       |         | Leão VII, O.S.B.                               | Destruído durante a demolição |
| 939–942                       |         | Estêvão VIII                                   | Destruído durante a demolição |
| 942–946                       |         | Marinho II                                     | Destruído durante a demolição |
| 964–965                       |         | Leão VIII                                      | Destruído durante a demolição |
| 973–974                       |         | Bento VI                                       | Destruído durante a demolição |
| 983–984                       |         | João XIV                                       | Destruído durante a demolição |
| 985–996                       |         | João XV                                        | Localizado no Oratório de Santa Maria. Destruído durante a demolição. |
| 996–999                       |         | Gregório V                                     | Túmulo descoberto em 14 de agosto de 1607, sob o pavimento de São Pedro; exumado e enterrado novamente em 15 de janeiro de 1609, em um sarcófago do século IV/V |
| 1012–1024                     |         | Bento VIII                                     | Destruído durante a demolição |
| 1024–1032                     |         | João XIX                                       | Destruído durante a demolição |
| 1045–1046                     |         | Gregório VI                                    | Destruído durante a demolição |
| 1049–1054                     |         | Leão IX São Leão                               | Originalmente enterrado na parede leste da Antiga Basílica de São Pedro, próximo ao altar de Gregório I; o caixão foi aberto em 11 de janeiro de 1606, durante a demolição, e partes foram levadas como relíquias; o restante foi enterrado novamente sob o altar dos Santos Marziale e Valéria, agora dedicado aos estigmas de São Francisco de Assis                                                                            |
| 1088–1099                     |         | Urbano II, O.S.B. Beato Urbano                 | Primeiro túmulo destruído durante a demolição |
| 1145–1153                     |         | Eugênio III, O.Cist. Beato Eugênio             | Destruído durante a demolição |
| 1154–1159                     |         | Adriano IV, O.S.A.                             | Reutilizado um sarcófago cristão primitivo |
| 1227–1241                     |         | Gregório IX                                    | Destruído durante a demolição |
| 1241–1241                     |         | Celestino IV                                   | Destruído durante a demolição |
| 1277–1280                     |         | Nicolau III                                    | Original destruído durante a demolição; combinado com dois Rainaldo Orsinis em 1620 |
| 1294–1303                     |         | Bonifácio VIII                                 | Capela original do túmulo, para onde Bonifácio VIII havia transferido as relíquias de Bonifácio IV, destruída durante a demolição |
| 1378–1389                     |         | Urbano VI                                      | Salvo durante a desconstrução da Antiga Basílica de São Pedro; quase abandonado pelos operários para ser usado como bebedouro |
| 1389–1404                     |         | Bonifácio IX                                   | Localizado na Capela dos Santos Pedro e Paulo. Túmulo de Giovanni Tomacelli entre os primeiros destruídos durante a demolição. |
| 1404–1406                     |         | Inocêncio VII                                  | Originalmente enterrado na Capela de São Pedro e São Paulo, transferido para a Capela de São Tomás em 1455, transferido para uma cópia de meados do século XV do sarcófago original em 12 de setembro de 1606 |
| 1447–1455                     |         | Nicolau V                                      | Transferido do corredor externo esquerdo da Antiga Basílica de São Pedro para o corredor externo direito. Ainda monumento de Mino da Fiesole, mas não sarcófago, destruído durante a demolição.. |
| 1464–1471                     |         | Paulo II                                       | Efígie de Giovanni Dalmata; figuras e baixos-relevos de Mino da Fiesole. Monumento movido em 1544 e demolido no século XVII; sarcófago sobreviveu à demolição. |
| 1471–1484                     |         | Sisto IV, O.F.M.                               | Esculpido por Antonio del Pollaiuolo. Originalmente localizado na capela do coro da Antiga Basílica de São Pedro; transferido em 1610 para a sacristia; transferido em 1625 para a Capela del Coro na nova Basílica de São Pedro; combinado com Júlio II em 1926; transferido novamente na década de 1940. |
| 1484–1492                     |         | Inocêncio VIII                                 | Esculpido por Antonio del Pollaiuolo. Primeiro túmulo papal a representar um papa vivo em vez de uma efígie em leito de morte; originalmente colocado no Oratório de Nossa Senhora na Antiga Basílica de São Pedro. |
| 1503–1503                     |         | Pio III                                        | Esculpido por Sebastiano Ferrucci. Originalmente construído na Antiga Basílica de São Pedro; último mausoléu papal erguido na Antiga Basílica de São Pedro; transferido para Sant'Andrea della Valle durante o reinado de Paulo V. |
| 1523–1534                     |         | Clemente VII                                   | Originalmente enterrado em um túmulo de tijolos na Antiga Basílica de São Pedro; o túmulo atual fica em frente ao de Leão X, outro papa Medici em Santa Maria sopra Minerva |
| 1534–1549                     |         | Paulo III                                      | Esculpido por Guglielmo della Porta. Transferido em 1599. |
| 1550–1555                     |         | Júlio III                                      | Originalmente enterrado na Basílica de São Pedro sans monumento em um sarcófago de pedra vermelha na capela de San Andrea; reenterrado em um antigo sarcófago em 1608, que foi reaberto dois anos depois durante a demolição; às vezes citado como enterrado na capela Del Monte de San Pietro in Montorio junto com seu cardeal-sobrinho adotivo, Innocenzo Ciocchi Del Monte                                                    |
| 1555–1555                     |         | Marcelo II                                     | Nenhum monumento; sarcófago do século IV, com uma traditio legis |
| 1572–1585                     |         | Gregório XIII                                  | Monumento original destruído; novo monumento construído no século XVIII |
| 1590–1591                     |         | Gregório XIV                                   | Esculpido por Prospero Antichi. |
| 1591–1591                     |         | Inocêncio IX                                   | Nenhum monumento |